# پارک هوایی گرین ایکرز
پارک هوایی گرین ایکرز (به انگلیسی: Green Acres Air Park) یک فرودگاه خصوصی است که یک باند فرود چمن دارد و طول باند آن ۳۵۰ متر است. این فرودگاه در کشور ایالات متحده آمریکا قرار دارد و در ارتفاع ۲۴۳ متری از سطح دریا واقع شده‌است.